# Landes (film)
Pour les articles homonymes, voir Landes.
Pour plus de détails, voir Fiche technique et Distribution.
Landes est un film dramatique français réalisé par François-Xavier Vives et sorti en 2013.

## Synopsis
En 1920, Liena Duprat vient de perdre son mari, propriétaire de vastes plantations de pins dans les Landes. Écartant des affaires la tante de son époux, madame Hector, Liena s'attache à poursuivre l'entreprise du défunt en sa mémoire ; en particulier, elle est décidée à achever l'électrification des hameaux habités par des métayers. Dans sa tâche, elle peut compter sur l'aide de son régisseur, solide et dévoué dans la gestion de l'exploitation, précieux dans son aide à contenir et négocier la contestation sociale qui gronde chez les gemmeurs (récoltants de résine). Cependant Liena se rend compte que l'électrification est superflue par rapport à la misère profonde des ouvriers agricoles. Elle décide donc de leur octroyer un statut plus favorable. Ce faisant, elle se met à dos ses pairs propriétaires d'exploitation, ainsi que madame Hector qui fait partie des notables. Leur riposte devient de plus en plus violente...

## Fiche technique
- Titre : Landes
- Réalisation : François-Xavier Vives
- Scénario : François-Xavier Vives, Camille Fontaine et Emmanuel Roy
- Décors : Catherine Mañanes
- Musique : Franck Lebon
- Photographie : Emmanuel Soyer
- Montage : Isabelle Poudevigne
- Producteur : Florence Borelly
  - Coproducteur : Alain Berliner
- Production : Alain Berliner WFE et Sésame Films, en association avec Cinémage 6
- Distribution : Sophie Dulac Distribution
- Pays :  France
- Durée : 95 minutes
- Genre : drame
- Dates de sortie : 
  -  France : 31 juillet 2013
  -  Belgique : 28 août 2013

## Distribution

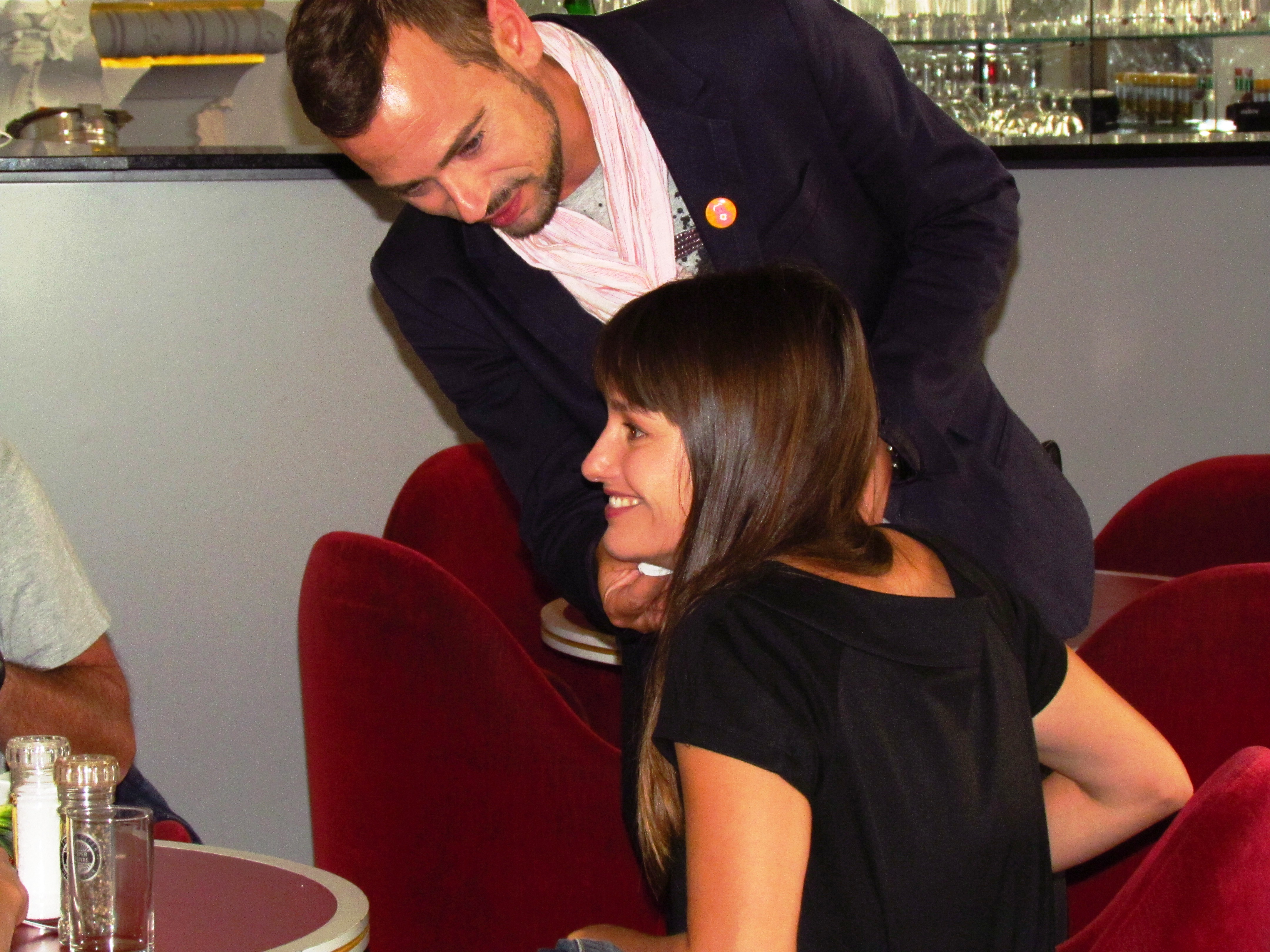
Marie Gillain en 2011 lors d'une séance de maquillage d'avant interview au Théâtre royal de Namur pour la présentation du film.

- Marie Gillain : Liena Duprat
- Jalil Lespert : Iban
- Miou-Miou : Madeleine
- Swan Mirabeau : Suzanne
- Steve Driesen : Cachan
- Rosalia Cuevas : Mme Hector
- Bernard Blancan : Darrouy
- Christelle Cornil : Juliette
- Céline Peret : Cécile
- Jean-Louis Sbille : Deyris
- Tsilla Chelton : Mme Laraillet
- Raymond Forestier : Desbordes

## Réception
À sa sortie, le film reçoit des critiques assez positives, avec quelques réserves sur son académisme, tant de la presse que des spectateurs. Pour La Croix : « Au-delà de ses petits défauts formels, Landes retient l’attention pour la description documentée de l’industrie du pin au début du XXe siècle. » ; pour Le Monde : « Filmée avec beaucoup d'élégance, souvent seule, [Marie Gillain] trouve dans le décor austère des Landes un cadre à sa mesure, et l'un des plus beaux rôles que le cinéma lui ait jusqu'ici offerts. »